# Дискография Amatory
Дискография российской группы Amatory. В данной статье не указаны материалы, представленные сайд-проектами участников группы.

## Студийные альбомы
| Год  | Название              | Информация |
| ---- | --------------------- | --- |
| 2003 | Вечно прячется судьба | - Выпущен: 14 ноября 2003 - Лейбл: Капкан, Polygon, самостоятельно, Клюква, Disco Doge - Формат: CD, CS, DI, Streaming, LP |
| 2004 | Неизбежность          | - Выпущен: 6 ноября 2004 - Лейбл: Капкан, Polygon, самостоятельно, Клюква, Disco Doge - Формат: CD, CS, DI, Streaming, LP  |
| 2006 | Книга мёртвых         | - Выпущен: 13 октября 2006 - Лейбл: Капкан, Polygon, самостоятельно - Formats: CD, DI, Streaming, LP                       |
| 2008 | VII                   | - Выпущен: 18 декабря 2008 - Лейбл: Никитин, Polygon, самостоятельно - Формат: CD, DI, Streaming                           |
| 2010 | Инстинкт обречённых   | - Выпущен: 26 октября 2010 - Лейбл: Никитин, Polygon, самостоятельно - Формат: CD, DI, Streaming                           |
| 2015 | 6                     | - Выпущен: 6 октября 2015 - Лейбл: Subbox Music, Polygon, самостоятельно - Формат: DI, Streaming                           |
| 2019 | Doom                  | - Выпущен: 18 октября 2019 - Лейбл: Самостоятельно - Формат: DI, Streaming                                                 |

## Концертные альбомы
| Год  | Название                     | Информация                                                                      |
| ---- | ---------------------------- | ------------------------------------------------------------------------------- |
| 2008 | Live Evil                    | - Выпущен: 20 марта 2008 - Лейбл: Никитин - Формат: CD+DVD, DI, Streaming       |
| 2012 | The X-Files: Live in Saint-P | - Выпущен: 8 сентября 2012 - Лейбл: Капкан - Формат: CD+2DVD, DI, Streaming     |
| 2021 | All Stars: Live in Moscow    | - Выпущен: 31 августа 2021 - Лейбл: Самостоятельно - Формат: 2CD, DI, Streaming |

## Сборники
| Год  | Название                             | Информация                                                                |
| ---- | ------------------------------------ | ------------------------------------------------------------------------- |
| 2011 | MP3 Collection                       | - Выпущен: 31 мая 2011 - Лейбл: Никитин - Формат: CD                      |
| 2012 | Лучшие песни                         | - Выпущен: 2012 - Лейбл: Монолит, Никитин - Формат: CD                    |
| 2022 | Книга мёртвых (Remixes & Unreleased) | - Выпущен: 28 января 2022 - Лейбл: Самостоятельно - Формат: DI, Streaming |

## Мини-альбомы
| Год  | Название                     | Информация                                                                 |
| ---- | ---------------------------- | -------------------------------------------------------------------------- |
| 2002 | Хлеб (сплит со Spermadonarz) | - Выпущен: 26 ноября 2002 - Лейбл: Caravan - Формат: CS                    |
| 2009 | We Play You Sing Pt. 1       | - Выпущен: 31 декабря 2009 - Лейбл: Самостоятельно - Формат: DI            |
| 2010 | We Play You Sing Pt. 2       | - Выпущен: 31 декабря 2010 - Лейбл: Самостоятельно - Формат: DI            |
| 2011 | We Play You Sing Pt. 3       | - Выпущен: 31 декабря 2011 - Лейбл: Самостоятельно - Формат: DI            |
| 2016 | Огонь                        | - Выпущен: 12 октября 2016 - Лейбл: Самостоятельно - Формат: DI, Streaming |
| 2023 | ВПС 2023                     | - Выпущен: 22 декабря 2023 - Лейбл: Самостоятельно - Формат: DI, Streaming |

## Синглы
| Название | Год  | Информация                                                             | Альбом                         |
| --- | ---- | ---------------------------------------------------------------------- | ------------------------------ |
| «Осколки» | 2003 | - Выпущен: апрель - Лейбл: Самостоятельно - Формат: CD                 | Вечно прячется судьба          |
| «Две жизни» | 2004 | - Выпущен: 14 марта - Лейбл: Капкан - Формат: CD                       | Вечно прячется судьба          |
| «Чёрно-белые дни»                                                                                                  | 2005 | - Выпущен: 6 февраля - Лейбл: Капкан - Формат: CD                      | Неизбежность                   |
| «Преступление против времени»                                                                                      | 2006 | - Выпущен: 24 сентября - Лейбл: Капкан - Формат: CD                    | Книга мёртвых                  |
| «Слишком поздно»                                                                                                   | 2007 | - Выпущен: 17 марта - Лейбл: Капкан - Формат: CD                       | Книга мёртвых                  |
| «Вы все лишены своей жизни»                                                                                        | 2008 | - Выпущен: 7 октября - Лейбл: Самостоятельно - Формат: DI              | VII                            |
| «Дыши со мной» | 2008 | - Выпущен: 21 ноября - Лейбл: Никитин - Формат: CD                     | VII                            |
| «Багровый рассвет»                                                                                                 | 2009 | - Выпущен: 27 октября - Лейбл: Самостоятельно - Формат: DI, Streaming  | Инстинкт обречённых            |
| «Сквозь закрытые веки»                                                                                             | 2010 | - Выпущен: 6 октября - Лейбл: Самостоятельно - Формат: DI              | Инстинкт обречённых            |
| «Осколки 2.011» (совместно с Игорем [IGOR] Капрановым)                                                             | 2011 | - Выпущен: 29 сентября - Лейбл: Самостоятельно - Формат: DI            | Вечно прячется судьба          |
| «Три полоски» (совместно с Александром «Михалычем» Красовицким)                                                    | 2012 | - Выпущен: 9 августа - Лейбл: Самостоятельно - Формат: DI, Streaming   | Раритеты (сборник Animal ДжаZ) |
| «Остановить время»                                                                                                 | 2015 | - Выпущен: 15 июня - Лейбл: Polygon - Формат: DI                       | 6                              |
| «Original Go — Getter» (совместно с Bumble Beezy)                                                                  | 2018 | - Выпущен: 15 марта - Лейбл: Союз Мьюзик - Формат: DI, Streaming       | Внеальбомный сингл             |
| «Космо-камикадзе»                                                                                                  | 2019 | - Выпущен: 29 марта - Лейбл: Самостоятельно - Формат: DI, Streaming    | Doom                           |
| «Нож» (совместно с RAM)                                                                                            | 2019 | - Выпущен: 5 июля - Лейбл: Самостоятельно - Формат: DI, Streaming      | Doom                           |
| «Родина» (Трибьют ДДТ)                                                                                             | 2020 | - Выпущен: 26 июня - Лейбл: ONErpm - Формат: DI, Streaming             | Территория ДДТ                 |
| «I Sing You Pay» (совместно с Miroshland)                                                                          | 2020 | - Выпущен: 18 сентября - Лейбл: Самостоятельно - Формат: DI, Streaming | Внеальбомный сингл             |
| «Снег в Аду 2.021» (совместно с Игорем [IGOR] Капрановым, Александром [ALEX] Павловым, Дмитрием [JAY] Рубановским) | 2021 | - Выпущен: 16 апреля - Лейбл: Самостоятельно - Формат: DI, Streaming   | Книга мёртвых XV (Deluxe)      |
| «Анестезия» (совместно с Neverlove)                                                                                | 2023 | - Выпущен: 3 февраля - Лейбл: Самостоятельно - Формат: DI, Streaming   | Добро пожаловать на бал        |
| «Ixodus» | 2024 | - Выпущен: 5 июля - Лейбл: Acidhouze - Формат: DI, Streaming           | Внеальбомный сингл             |

## Видеоальбомы
| Год  | Название                                             | Информация                                                                 |
| ---- | ---------------------------------------------------- | -------------------------------------------------------------------------- |
| 2005 | [P]ost [S]criptum                                    | - Выпущен: 20 мая 2005 - Лейбл: Капкан - Формат: DVD                       |
| 2005 | Stars Fucktory 666 (совместно с Психея и Jane Air)   | - Выпущен: 24 июня 2005 - Лейбл: Капкан - Формат: 2DVD                     |
| 2007 | EVol.01                                              | - Выпущен: 2 сентября 2007 - Лейбл: Rockstars Management - Формат: DVD     |
| 2009 | Live Evil                                            | - Выпущен: 19 марта 2009 - Лейбл: Никитин - Формат: DVD                    |
| 2012 | The X-Files: Live in Saint-P & On The Road 2011—2012 | - Выпущен: 8 сентября 2012 - Лейбл: Капкан - Формат: DVD                   |
| 2021 | All Stars: Live in Moscow 2021                       | - Выпущен: 12 августа 2021 - Лейбл: Самостоятельно - Формат: DI, Streaming |

## Видеоклипы
| Год       | Название                                            | Режиссёр(ы)                 | Альбом                         |
| --------- | --------------------------------------------------- | --------------------------- | ------------------------------ |
| 2004      | «Осколки»                                           | Евгений Прист               | Вечно прячется судьба          |
| 2005      | «Чёрно-белые дни»                                   | Евгений Прист               | Неизбежность                   |
| 2006      | «Преступление против времени»                       | Extreme Video               | Книга мёртвых                  |
| 2006      | «Преступление против времени» (Alternative Version) | Богдан Дробязко             | Книга мёртвых                  |
| 2007      | «Эффект бабочки»                                    | Евгений Прист               | Книга мёртвых                  |
| 2009      | «Дыши со мной»                                      | Егор Лымарев                | VII                            |
| 2009      | «Багровый рассвет»                                  | Алексей Медянцев            | сингл                          |
| 2010-2011 | «Стеклянные люди»                                   | Алина Пязок                 | Инстинкт обречённых            |
| 2010-2011 | «Сквозь закрытые веки»                              | Егор Лымарев                | Инстинкт обречённых            |
| 2010-2011 | «Осколки 2.011»                                     | Мария Митрофанова           | Вечно прячется судьба          |
| 2012      | «Три полоски»                                       | Дмитрий Тимофеев            | Раритеты (сборник Animal ДжаZ) |
| 2015      | «Остановить время»                                  | Павел Сидоров               | 6                              |
| 2015      | «15/03»                                             | Павел Сидоров               | 6                              |
| 2016      | «Первый»                                            | Павел Сидоров               | 6                              |
| 2019      | «Звёздная грязь»                                    | Влад Шамин, Роман Жантуаров | Doom                           |
| 2021      | «Снег в Аду 2.021»                                  | Евгений Даниялов            | Книга мёртвых XV (Deluxe)      |

## Гостевое участие
| Год  | Название                                                                  | Альбом                                                          | Информация |
| ---- | ------------------------------------------------------------------------- | --------------------------------------------------------------- | --- |
| 2004 | «Осколки»                                                                 | Players: Boarding Mix Pt. 2                                     | Сборник треков различных исполнителей от лейбла Kapkan Records                                                                                  |
| 2005 | «Другая жизнь»                                                            | Капкан                                                          | Сборник треков различных исполнителей от лейбла Kapkan Records                                                                                  |
| 2005 | «Чёрно-белые дни», «Осколки», «Post Scriptum» (трейлер)                   | Капкан: Видеоантология 2005                                     | Сборник видеоклипов различных исполнителей лейбла Kapkan Records                                                                                |
| 2005 | «Чёрно-белые дни»                                                         | Main Fest                                                       | Сборник концертных и студийных записей участников Main Fest                                                                                     |
| 2005 | «P.S.»                                                                    | RA 2005                                                         | Сборник российской альтернативной музыки 2005 года от лейбла DF Music Organization                                                              |
| 2005 | «Черно-белые дни»                                                         | Slam! Сборник Альтернативной Музыки                             | Сборник альтернативной музыки от лейбла Moon Records                                                                                            |
| 2005 | «Черно-белые дни»                                                         | Премия Fuzz                                                     | Сборник лауреатов премии Fuzz 1997—2005 годов                                                                                                   |
| 2005 | «Черно-белые дни»                                                         | RAMP 2005                                                       | Сборник номинантов премии альтернативной музыки Russian Alternative Music Prize 2005                                                            |
| 2005 | «Восковый дождь», «Беги вслед за мной», «Молочный коктейль», «Страница 6» | Ёлка 2665: Праздник убитой ёлочной игрушки (Bootleg Collection) | Видеозапись концерта в Port Club 2 сентября 2005 года                                                                                           |
| 2006 | «Rock Baby»                                                               | Альтернативная ёлка: Праздник убитой ёлочной игрушки            | Новогодний сборник песен участников фестиваля «Альтернативная ёлка» 2006. Версия трека отличается от представленной на бутлеге «Discovery»      |
| 2006 | «Осколки» «Черно-белые дни» «P.S.»                                        | Go-Fest (International Numetal Festival)                        | Видеозапись концерта с фестиваля Go-Fest 2005                                                                                                   |
| 2006 | «Беги вслед за мной» «Черно-белые дни»                                    | Russian Alternative Music Prize: RAMP 2005                      | Видеозапись концерта на премии RAMP 2005 |
| 2006 | «Париж»                                                                   | Фарш-сорт №1                                                    | Сборник треков различных исполнителей от лейбла Kapkan Records в поддержку фестиваля «Фарш fest»                                                |
| 2006 | «Снег в аду»                                                              | RA 2006                                                         | Сборник российской альтернативной музыки 2006 года от лейбла DF Music Organization                                                              |
| 2006 | «Отдай свой крик»                                                         | Обойма                                                          | Сборник российской альтернативной музыки участников фестиваля «Обойма». Версия трека отличается от альбомной                                    |
| 2006 | «Преступление против времени»                                             | RAMP 2006: Номинанты                                            | Сборник номинантов премии альтернативной музыки Russian Alternative Music Prize 2006                                                            |
| 2007 | «Преступление против времени»                                             | Капкан: Сборник правильной альтернативной музыки                | Сборник треков различных исполнителей от лейбла Kapkan Records                                                                                  |
| 2007 | «Преступление против времени», «Преступление против времени» (ver. 2)     | Alternative Collection Vol. 1                                   | Сборник видеоклипов различных исполнителей от лейбла Kapkan Records                                                                             |
| 2007 | «Слишком поздно»                                                          | Winter Session                                                  | Сборник песен участников фестивалей «Winter Session»                                                                                            |
| 2008 | «Тяжелая Ёлка 2665»                                                       | Альтернативная ёлка 2888: Праздник убитой ёлочной игрушки       | Видеозапись концерта с фестиваля «Альтернативная ёлка 2888». Совместно с группой Jane Air                                                       |
| 2008 | «Bloodline»                                                               | A Tribute to Slayer 25 years                                    | Кавер-альбом различных исполнителей в знак уважения группе Slayer. Позднее песня была представлена на юбилейном издании альбома «Книга мёртвых» |
| 2009 | «Дыши со мной»                                                            | Чартова дюжина Top 13                                           | Сборник номинантов музыкульной премии «Чартова дюжина 2009»                                                                                     |
| 2009 | «Дыши со мной»                                                            | Уроки русского 002                                              | Сборник альтернативной музыки от автора и ведущего радиопередачи «Уроки русского» Андрея Бухарина                                               |
| 2009 | «Дыши со мной»                                                            | RAMP (Rock Alternative Music Prize) etc.                        | Сборник номинантов премии альтернативной музыки Russian Alternative Music Prize 2009                                                            |
| 2017 | «Думать дважды»                                                           | Шаг. Вдох: Трибьют                                              | Кавер-альбом песен группы Animal ДжаZ от различных исполнителей. Последняя вышедшая песня с участием Славы Соколова                             |
| 2020 | «Родина»                                                                  | Территория ДДТ                                                  | Кавер-альбом песен группы ДДТ от различных исполнителей. Ранее песня выходила в качестве сингла                                                 |
| 2021 | «Три полоски»                                                             | Раритеты                                                        | Гостевое участие на сборнике группы Animal ДжаZ. Ранее песня в 2012 году выходила в качестве сингла                                             |
| 2023 | «Анестезия»                                                               | Добро пожаловать на бал                                         | Гостевое участие на альбоме группы Neverlove. Ранее песня выходила в качестве сингла                                                            |
| 2023 | «Lockdown»                                                                | Sayonara Bоль                                                   | Гостевое участие на альбоме исполнителя Элджей                                                                                                  |